# Famille Giusti
Pour les articles homonymes, voir Giusti (patronyme).
 (juillet 2024).
La famille Giusti (Zusto en vénitien; justes en français) est une famille patricienne de Venise, originaire de Padoue et habitaient Venise dès 1141. Ils furent intégrés à la noblesse et un Almeric put participer à l'élection de Orio Mastropiero. Lorenzo Giusti réintègra la noblesse après la guerre de Gênes, vu l'exclusion de la famille à la clôture du Maggior Consiglio.
- Girolamo Alvise Giusti (1709 - 1766), écrivain et poète italien.

## Armes

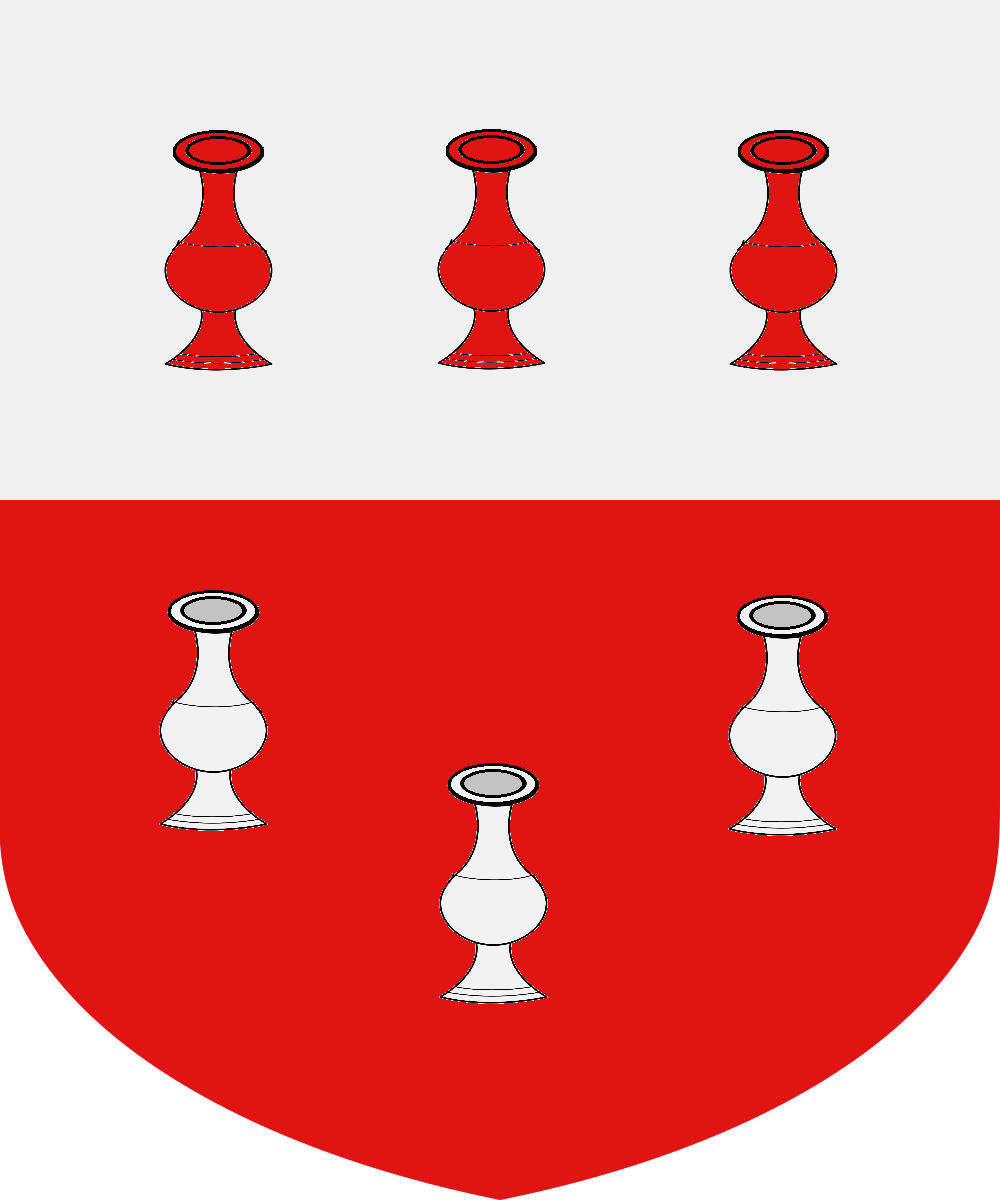
Armes.

Les armes de la famille se blasonnent ainsi un écu coupé de gueules et d'argent avec six marcs ou poids, de l'un en l'autre.

## Demeures
- Palais Miani Coletti Giusti